# Barragem de Santana
A Barragem de Santana faz parte do Complexo Lages-Light, desempenhando papel fundamental para a empresa Light (Rio de Janeiro), que utiliza as águas represadas do rio Piraí para a geração de energia elétrica pela Usina de Fontes, em Piraí.
No lado oeste da Barragem de Santana está município de Piraí e, o lado leste, o município de Barra do Piraí.
O rio Piraí, após a barragem, faz um percurso de cerca de onze quilômetros e deságua no rio Paraíba do Sul, em Barra do Piraí, onde a ocupação urbana se expande no leito de inundação do rio, causando transtornos para a população ribeirinha em tempos de cheias do rio. Segundo relatórios da concessionário (Light) a vazão de quinze metros cúbicos por segundos é o suficiente para a inundação das construções ali existentes.